# غيرارد كيتينغ
غيرارد كيتينغ (بالإنجليزية: Gerard Keating) هو عداء سريع أسترالي، ولد في 3 ديسمبر 1962.

## وصلات خارجية
- غيرارد كيتينغ على موقع الاتحاد الدولي لألعاب القوى (الإنجليزية)
- غيرارد كيتينغ على موقع النتائج التاريخية لألعاب القوى الأسترالية (الإنجليزية)
- غيرارد كيتينغ على موقع اتحاد ألعاب الكومنولث (مؤرشف) (الإنجليزية)